# Bill Newton Dunn

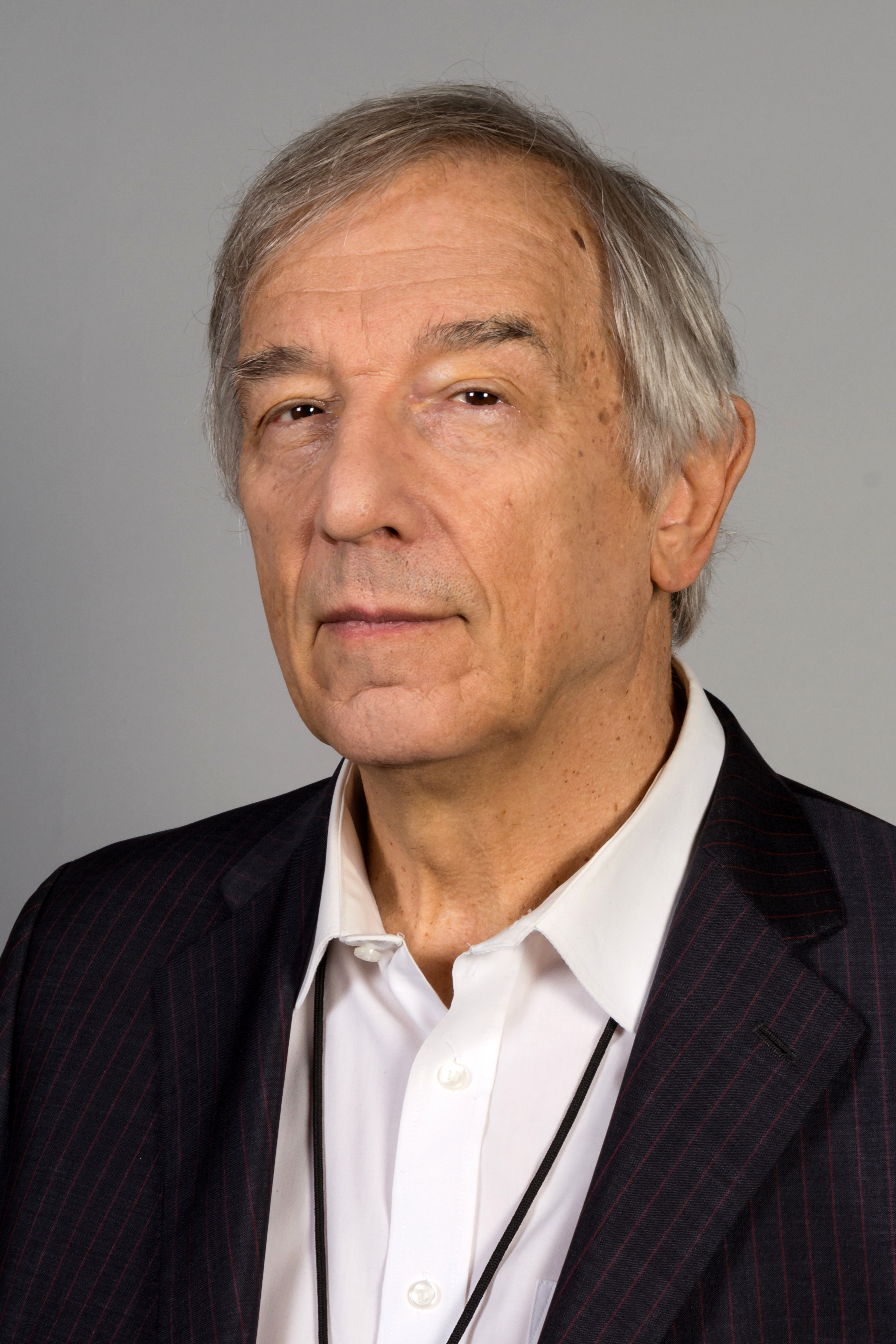
Bill Newton Dunn, MEP (2014)

William Newton Dunn (n. 3 octombrie 1941) este un om politic britanic, membru al Parlamentului European în legislaturile 1979-1984, 1984-1989, 1989-1994, 1999-2004 și 2004-2009 din partea Regatului Unit.
1. 1 2  Deputații în Parlamentul European